# Безлер Ігор Миколайович
Ігор Миколайович Бєзлєр (нар. 30 грудня 1965, Сімферополь, Кримська область, Українська РСР, СРСР) — російський диверсант, підполковник військової розвідки Росії, проросійський колаборант, один з лідерів маріонеткової ДНР, польовий командир незаконного збройного формування «ополчення Донбасу». Громадянин України хоча різні джерела вказують, що він мав російське громадянство.
Підозрюється у скоєнні низки найтяжчих злочинів на території України: жорстокі вбивства людей, захоплення державної влади, тероризм та інших.

## Життєпис
Народився 30 грудня 1965 року в Сімферополі, УРСР. Батько — кримський німець (народився 1937 року), мати — українка. Виріс і закінчив школу в Сімферополі.

### Освіта
У 1994–1997 навчався у Військовій академії імені Дзержинського, Москва, Росія.

### Кар'єра
До 2002 працював в ГРУ РФ, після чого переїхав в Україну. Не має ані родини, ані дітей. Звільнився в запас тільки в 2012 і на цей час офіційно перебуває в резерві. Після виборів 2012 Бєзлєр працював у службі безпеки заводу «Горлівський машинобудівник», був у команді Ігоря Крижановського, який став депутатом Донецької обласної ради від Партії регіонів. Очолював Горлівську громадську організацію воїнів-десантників.

### Російсько-українська війна

Країни, в яких Ігор Безлер потрапив під санкції

За даними СБУ, в лютому 2014 з диверсантом Бєзлєром був відновлений зв'язок з боку співробітників Головного розвідувального управління Генерального Штабу Збройних Сил Російської Федерації. Для виконання їхніх вказівок диверсант Бєзлєр виїхав в АР Крим, де брав участь у силових акціях з захоплення військових частин, органів влади і управління, що призвело до анексії частини території України.
В квітні 2014 Бєзлєр за завданням російської військової розвідки у складі диверсійної групи брав участь у захопленні будівлі УСБУ в Донецькій області, а пізніше в захопленні райвідділу МВС України в місті Горлівка, в ході серії операцій спецслужб Росії «Російська весна», метою яких є анексія східної частини України за сценарієм анексії Криму.
З 17 квітня 2014 перебуває у всеукраїнському розшуку злочинців за запитом Служби Безпеки.
21 квітня 2014 за підняття українського прапора в м. Горлівка Бєзлєр, Стрєлков і Пономарьов організували і здійснили жорстоке вбивство депутата Горлівської міськради В. І. Рибака та ще кількох цивільних осіб. Терористи заживо розрізали жертвам животи, потім одягли їм рюкзаки з піском і ще живими втопили у річці.
22 травня 2014 угрупування терористів Бєзлєра здійснило напад на колону українських військових під Волновахою Донецької області. Було вбито 16 і поранено 31 українського військовослужбовця. Захоплено зброю.
23 травня 2014 брав участь в організації засідки на бійців добровольчого батальйону «Донбас» під селом Карлівка (Мар'їнський район). Трохи згодом заявив, що всіх захоплених в полон бійців батальйону Донбас було розстріляно.
27 травня 2014 в Горлівці Бєзлєр розстріляв нібито двох керівників міліції, але потім виявилося, що розстріляли не цих міліціонерів. Отже, угрупованням Бєзлєра було розстріляно двох невідомих громадян. Можливо, робітників міліції, які не зрадили присязі Україні.
4 червня 2014 за наказом Бєзлєра було нібито розстріляно двох заручників, громадян Будіка і Васющенко, які ймовірно були офіцерами СБУ. При цьому Бєзлєр пообіцяв вбити й інших шістьох заручників, якщо його умови не будуть прийняті владою. Пізніше з'ясувалося, що «розстріл» був інсценуванням, а «розстріляні» терористом Бєзлєром — живі.
На думку міністра внутрішніх справ України Арсена Авакова, Бєзлєр скоює вбивства і підриває залізницю на сході, бо намагається встановити контроль над переміщенням вантажів, щоб обкладати даниною потяги: «Саме через це пан Безлер, за нашими даними, убив так званого міністра транспорту» від терористичної організації ДНР. Як відомо, протягом червня 2014 року в Україні здійснено низку терористичних актів на залізниці у різних регіонах сходу України. 29 червня СБУ затримала членів терористичного угруповання, які планували підірвати харківську залізницю. За даними СБУ, організатором угрупування був 45-річний харків'янин, який діяв під безпосереднім керівництвом диверсанта Ігора Бєзлєра на прізвисько «Бєс». Від свого «куратора» терорист отримав завдання організувати підрив потягу з артилерійськими боєприпасами. На підставі цих фактів слідчими СБУ було розпочато кримінальне провадження за ст. 258 (терористичний акт) та ст. 258-3 (створення терористичної групи чи терористичної організації) Кримінального кодексу України.
1 липня 2014 російський державний телеканал «Russia Today» першим з державних ЗМІ Російської Федерації за весь період російської диверсійної діяльності в Україні та весь час війни на сході назвав Ігора Бєзлєра терористом.
В перших числах листопада 2014 г. «здав справи» та виїхав з Горлівки до невідомого місця перебування.
7 листопада екс-радник міністра оборони України О. Данилюк повідомив, що російські спецслужби ліквідували Ігоря Безлера. Раніше Д. Тимчук повідомляв, що у Горлівці нейтралізовано бандформування, створене Безлером. Пізніше «прес-секретар» Безлера заявила, що він «живий і постійно знаходиться на зв'язку».

## Дані ООН про злочини незаконного збройного формування Безлера
У лютому 2017 р. ООН опублікувала доповідь про сексуальне насильство під час війни в Україні. Доповідь охоплює період з 14 березня 2014 року по 31 січня 2017 року та стосується всієї території України, в тому числі Криму і так званих “ЛНР” і “ДНР”. У доповіді про злочини збройного формування Безлера зазначено наступне:
```
"25 вересня 2014 озброєні чоловіки з "групи Безлера" викрали жінку і двох її колег (чоловіка і жінку) з робочих місць. Вони привезли їх в захоплену адміністративну будівлю вугільної шахти в Горлівці. Трьом особам повідомили, що вони заарештовані. Їх відвели в інше приміщення, в якому були сліди крові. Чоловіка били на очах у жінок, поки він не знепритомнів. Після цього обох жінок побили і зґвалтували, як мінімум, сім осіб, які допитували їх про те, де вони тримають гроші і цінності. Одну з жертв катували електричним струмом – дроти були приєднані до її грудей"
[
23
]
.
```